# Anne-Marie Eklund Löwinder
Monika Ann-Mari (Anne-Marie) Eklund Lövinder (Amel), född 26 september 1957 i Katarina församling, Stockholms stad, är en svensk tidigare chef inom IT-området och före detta statlig utredare. Hon har flera gånger beskrivits som informations- och IT-säkerhetsexpert i svensk massmedia.

## Biografi
Anne-Marie Eklund Löwinder har utbildat sig i systemvetenskap vid Stockholms universitet och har en examen i ämnet på grundnivå. Hon har arbetat som utredare vid Statskontoret och var medlem av sekretariatet för den fjärde IT-kommissionen.
Hon var under åren 2001–2021 säkerhetschef vid Internetstiftelsen i Stockholm. Hon har suttit i styrelsen för ISOC-SE, Council of European National Top Level Domain Registries (CENTR), Institutet för rättsinformatik och Swedish Network Users' Society.
Hon sitter för närvarande (maj 2022) i styrelsen för Institutet för rättsinformatik, Trafikverket, Försvarets materielverk (FMV), Skatteverket och för registryt för den irländska toppdomänen, .ie
Eklund Löwinder var mellan 2010 och 2022 en av de fjorton personer i världen som är utvald till "Trusted Community Representative" och "Crypto Officer". Hon efterträddes 2022 av försvarsforskaren och kryptostrategen Pia Gruvö. Rollerna innebär att personen har nycklar till en av de två av ICANNs år 2010 upprättade datacentraler som upprätthåller identifieringssäkerhet för Internets adressregister DNS i Internets rotzon enligt specifikationerna i DNSSEC (Domain Name System Security Extentions). Eklund Löwinders arbete inom ICANN skildrades 2016 i dokumentärfilmen Nyckeln till internet i regi av Simon Klose.
Hon är sedan 2016 medlem av Registry Services Technical Evaluation Panel (RSTEP).
2013 blev Eklund Löwinder den första svensken att bli invald i Internet Hall of Fame. Hon fick utmärkelsen med motiveringen att hon hade varit med och fattat administrativa beslut som bidrog till att Sverige blev först med att 2005 installera säkerhetssystemet DNSSEC för toppdomänen .se. Hon är sedan 2019 ledamot av regeringens digitaliseringsråd. 2015 blev hon invald som ledamot i Kungl Ingenjörsvetenskapsakademien, avd XII, och 2018 fick hon ta emot IVAs Guldmedalj för sina betydande insatser för säkerheten av den svenska och globala digitala infrastrukturen. 
2021 mottog hon Dataföreningen i Sveriges Lifetime Achievement Award med motiveringen att hon under en lång yrkeskarriär som IT-säkerhetsexpert på ett avgörande sätt åstadkommit ett genomslag för betydelsen av cybersäkerhet i Sverige. Genom sitt kunnande har hon bidragit till att IT-säkerhetsfrågor prioriterats högre. Eklund Löwinder har också varit drivande i utvecklingen av ett säkrare internet och gett Sverige en stark röst internationellt i arbetet med standarder och praxis.